# Phaeoblemma
Phaeoblemma là một chi bướm đêm thuộc họ Erebidae.